# 메두사 (날아라 슈퍼보드)
(메두사)는 날아라 슈퍼보드의 악역으로, 성우는 이재명

## 소개
미칠왕의 부하괴물로 메두사호텔의 사장. 눈에서 광선이 나오고 그걸 맞으면 그 어떤 것도 돌이 돼버린다. 호텔 개장 1주년 기념이라는 함정을 만들어서 삼장법사 일행을 함정에 빠뜨리고 미스터 손은 와인잔으로 지배인의 그림자가 괴물로 보여서 쌍절곤으로 공격을 했지만 아무도 믿어주지 않고 삼장법사가 노래로 미스터 손을 제지하고 대신 용서를 빈다.메두사는 이슬공주에게 환각을 보여주는 장미를 건네주어 환각으로 이슬공주의 타임캅을 뺏은 뒤 이슬공주를 돌로 만들어버리려 했지만 저팔계가 이슬공주를 막고 대신 광선을 맞아 돌이 돼버렸다. 메두사는 타임캅 안에 봉인되어 있던 괴물들을 부활시킨다. 그 괴물들이 미칠왕의 힘을 받아서 하나로 합체하여 힘이 강해졌다. 결국 미스터 손의 작전에 걸려들어서 거울에 반사된 광선을 맞고 괴물과 같이 돌로 변해버리면서 이슬공주의 타임캅에 빨려들어간다. 메두사가 봉인되자 마법이 풀리면서 원래대로 돌아왔다. 저팔계도 이미 돌아왔지만 이슬공주의 걱정을 받고 싶어서 바위인척 연기하고 있었지만 눈치를 챈 미스터 손에게 들통나버렸다. 4기 마지막편에서 미칠왕의 의해서 부활이 되지만 그 합체괴물의 뱀 머리카락 부분이 되면서 하나로 합친다.